# Cestrum schiedei
Cestrum schiedei är en potatisväxtart som beskrevs av Francey. Cestrum schiedei ingår i släktet Cestrum och familjen potatisväxter. Inga underarter finns listade i Catalogue of Life.